# (974) Lioba
(974) Lioba és un asteroide del cinturó principal descobert per l'astrònom Karl Wilhelm Reinmuth en 1922 des de l'observatori de Heidelberg-Königstuhl, Alemanya.
Deu el nom a la religiosa anglosaxona Lioba (c. 710-782), que va ser abadessa del monestir de Tauberbischofsheim (Alemanya).
S'estima que té un diàmetre de 18,39 ± 2,6 km. La seva distància mínima d'intersecció de l'òrbita terrestre és d'1,25976 ua.
Les observacions fotomètriques recollides d'aquest asteroide mostren un període de rotació de 38,7 hores, amb una variació de lluentor de 10,30 de magnitud absoluta.